# Diệp, Bình Đỉnh Sơn
Diệp (chữ Hán giản thể: 叶县, âm Hán Việt: Diệp huyện) là một huyện thuộc địa cấp thị Bình Đính Sơn, tỉnh Hà Nam, Cộng hòa Nhân dân Trung Hoa. Huyện Diệp có diện tích 1387 km², dân số năm 2002 là 820.000 người. Mã số bưu chính của huyện Diệp là 467200. Huyện lỵ đóng tại trấn Côn Dương. Huyện Diệp được chia các đơn vị hành chính gồm 5 trấn và 13 hương.
- Trấn: Côn Dương, Trách Điếm, Bảo An, Tuân Hóa Điếm và Tiên Đài.
- Hương: Thành Quan, Đặng Lý, Cựu Huyện,